# Noyau de sommabilité
En analyse mathématique, un noyau de sommabilité est une famille de fonctions intégrables, vérifiant certaines conditions suffisantes qui en font une unité approchée.

## Définition
Soit {\displaystyle X} l'espace euclidien {\displaystyle \mathbb {R} ^{n}} ou le cercle unité {\displaystyle \mathbb {R} /2\pi \mathbb {Z} }, (ou {\displaystyle \mathbb {R} /\mathbb {Z} }), muni de sa mesure de Lebesgue (de masse 1, dans le cas du cercle).
Un noyau de sommabilité sur {\displaystyle X} est une famille {\displaystyle (k_{t})_{t>0}} de fonctions intégrables sur {\displaystyle X} telle que :
1. {\displaystyle \int _{X}k_{t}=1}
2. {\displaystyle \sup _{t>0}\int _{X}|k_{t}|<\infty }
3. pour tout fermé {\displaystyle Y} de {\displaystyle X} ne contenant pas {\displaystyle 0}, {\displaystyle \lim _{t\to 0^{+}}\int _{Y}|k_{t}|=0}.

Une variante est de considérer une suite de fonctions et de remplacer, dans le point 3, {\displaystyle t\to 0^{+}} par {\displaystyle n\to +\infty }.
Si les fonctions {\displaystyle k_{t}} sont positives, la condition 2 est clairement redondante.

## Exemples
Sur {\displaystyle \mathbb {R} ^{n}}, si {\displaystyle k} est une fonction intégrable et d'intégrale 1, la famille {\displaystyle (k_{t})_{t>0}} définie par {\displaystyle k_{t}(x):=t^{-n}k(x/t)} est un noyau de sommabilité,.
- Un exemple[1] est le noyau de Poisson sur {\displaystyle \mathbb {R} }, qui correspond à la fonction {\displaystyle k:x\mapsto {\frac {1}{\pi }}{\frac {x}{1+x^{2}}}}.
- Un autre[8] est le noyau de Gauss-Weierstrass sur {\displaystyle \mathbb {R} ^{n}}, qui correspond à la fonction gaussienne {\displaystyle k:x\mapsto \exp(-\pi \|x\|^{2})}.
- On peut en construire bien d'autres : voir par exemple « Intégrale impropre ».

Sur le cercle :
- le noyau de Dirichlet n'est pas un noyau de sommabilité ({\displaystyle \|D_{n}\|_{1}\to \infty }) mais sa moyenne de Cesàro, le noyau de Fejér, en est un[9].
- le noyau de Landau (qui est une suite) et le noyau de Poisson (réindexé par {\displaystyle t:=1-r} avec {\displaystyle r\in [0,1[}[10]) sont des noyaux de sommabilité.
- le noyau de Gauss-Weierstrass sur {\displaystyle \mathbb {R} /\mathbb {Z} } est le noyau de sommabilité {\displaystyle (w_{t})_{t>0}} donné par[11] : {\displaystyle w_{t}(x):=\sum _{n=-\infty }^{\infty }\mathrm {e} ^{-4\pi ^{2}n^{2}t+2\pi \mathrm {i} nx}={\frac {1}{\sqrt {4\pi t}}}\sum _{j=-\infty }^{\infty }\mathrm {e} ^{-(x+j)^{2}/4t}}.

## Approximation parconvolution
La principale propriété des noyaux de sommabilité est la suivante.
Théorème — Pour tout noyau de sommabilité {\displaystyle (k_{t})_{t>0}} (sur {\displaystyle X=\mathbb {R} ^{n}} ou le cercle),
1. uniformément sur K, si {\displaystyle f} est mesurable et bornée et si K est un compact en tout point duquel {\displaystyle f} est continue[13] ;
2. uniformément sur X, si {\displaystyle f} est continue et (si {\displaystyle X=\mathbb {R} ^{n}}) nulle à l'infini[1],[11],[14] ;
3. dans Lp(X) (1 ≤ p < ∞), si {\displaystyle f} est p-intégrable[1],[11],[15].